# Tamaño del genoma

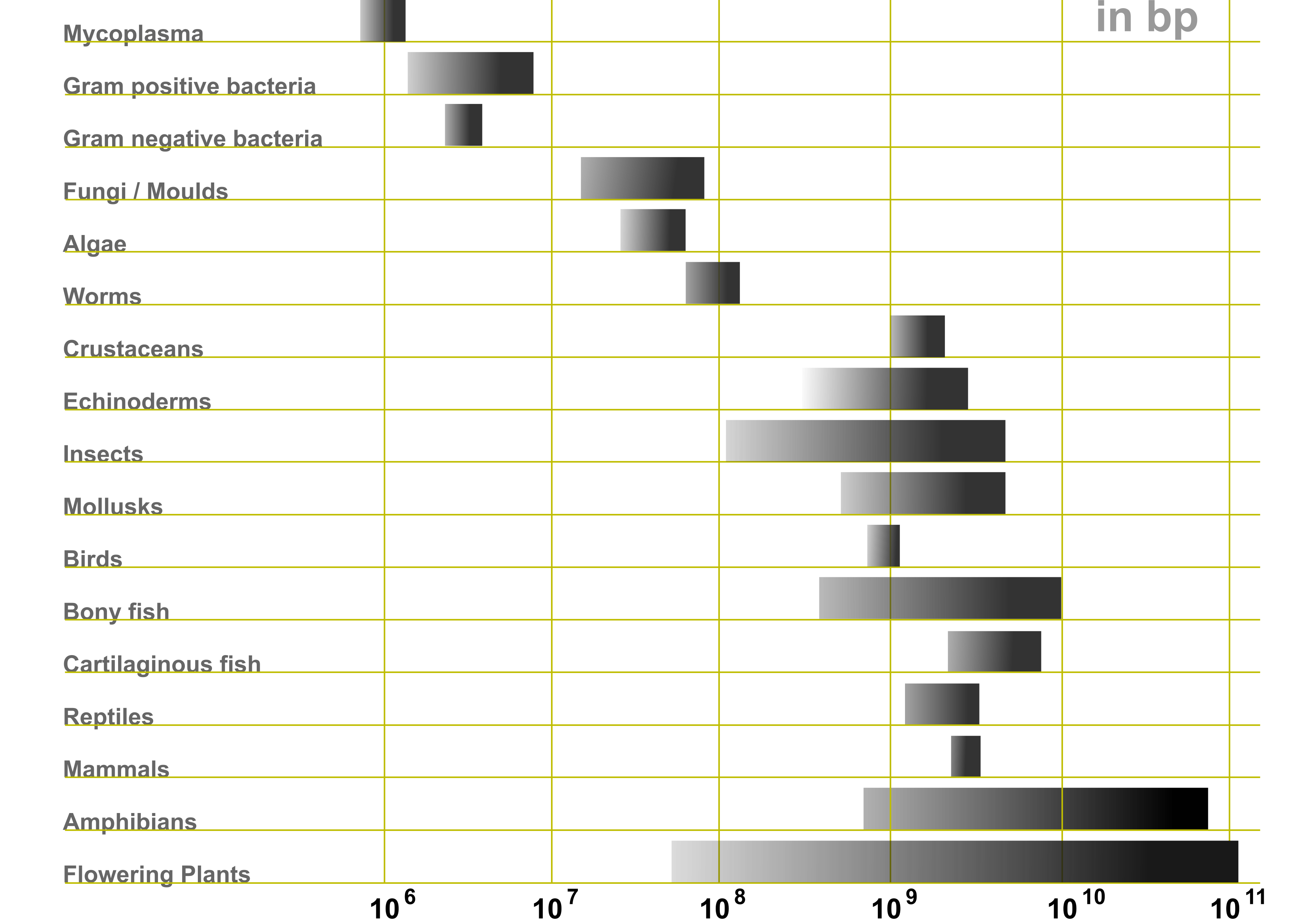
Rangos de tamaño del genoma (en pares de bases) de varias formas de vida

El tamaño del genoma es la cantidad total de ADN contenido en una copia de un solo genoma completo. Por lo general, se mide en términos de masa en picogramos (billonésimas (10-12 ) de un gramo, pg abreviado) o, con menos frecuencia, en daltons, o como el número total de pares de bases de nucleótidos, generalmente en megabases (millones de pares de bases, abreviado Mb o Mbp). Un picogramo equivale a 978 megabases. En los organismos diploides, el tamaño del genoma a menudo se usa indistintamente con el término valor C.
La complejidad de un organismo no es directamente proporcional al tamaño de su genoma; el contenido total de ADN es muy variable entre los taxones biológicos. Algunos organismos unicelulares tienen mucho más ADN que los humanos, por razones que aún no están claras (ADN no codificante).

## Origen del término

Árbol de la vida con tamaños de genoma como barras exteriores (en número de genes, no en la cantidad total de ADN)

El término "tamaño del genoma" a menudo se atribuye erróneamente a un artículo de 1976 de Ralph Hinegardner, incluso en debates que tratan de terminología. Hinegardner usó el término solo una vez: en el título. De hecho, el término parece haber aparecido por primera vez en 1968, cuando Hinegardner se preguntó, en el último párrafo de otro artículo, si "el contenido de ADN celular refleja, de hecho, el tamaño del genoma". En este contexto, "tamaño del genoma" se usaba en el sentido de genotipo para indicar el número de genes.
En un artículo presentado dos meses después, Wolf et al. (1969) utilizó el término "tamaño del genoma" en todo momento y en su uso actual; por lo tanto, a estos autores probablemente se les debe atribuir el origen del término en su sentido moderno. A principios de la década de 1970, "tamaño del genoma" era de uso común con su definición actual, probablemente como resultado de su inclusión en el influyente libro Evolution by Gene Duplication de Susumu Ohno, publicado en 1970.

## Variación en el tamaño del genoma y el contenido de genes
Con la aparición de diversas técnicas moleculares en los últimos 50 años, se han analizado los tamaños del genoma de miles de eucariotas y estos datos están disponibles en bases de datos en línea para animales, plantas y hongos (ver enlaces externos). El tamaño del genoma nuclear generalmente se mide en eucariotas utilizando mediciones densitométricas de núcleos teñidos con Feulgen (anteriormente usando densitómetros especializados, ahora más comúnmente usando análisis de imágenes computarizados ) o citometría de flujo. En procariotas, la electroforesis en gel de campo pulsado y la secuenciación completa del genoma son los métodos predominantes para determinar el tamaño del genoma.
Es bien sabido que los tamaños de los genomas nucleares varían enormemente entre las especies eucariotas. En los animales varían más de 3300 veces, y en las plantas terrestres difieren en un factor de aproximadamente 1000. En los eucariotas (pero no en los procariotas), el tamaño del genoma no es proporcional al número de genes presentes en el genoma, una observación que se consideró totalmente contraria a la intuición antes del descubrimiento del ADN no codificante y que se conoció como el "paradoja del valor-C".
El tamaño del genoma se correlaciona con una variedad de características medibles a nivel celular y de organismo, incluido el tamaño celular, la tasa de división celular y, según el taxón, el tamaño corporal, la tasa metabólica, la tasa de desarrollo, la complejidad de los órganos, la distribución geográfica o el riesgo de extinción. Según los datos del genoma completamente secuenciados disponibles a partir de abril de 2009, el número de genes transformados logarítmicamente forma una correlación lineal con el tamaño del genoma transformado logarítmicamente en bacterias, arqueas, virus y orgánulos combinados, mientras que un logaritmo no lineal (seminatural) la correlación se ve para los eucariotas. Aunque esto último contrasta con la opinión anterior de que no existe correlación para los eucariotas, la correlación no lineal observada para los eucariotas puede reflejar un ADN no codificante que aumenta de manera desproporcionadamente rápida en genomas eucariotas cada vez más grandes. Aunque los datos del genoma secuenciado están prácticamente sesgados hacia los genomas pequeños, lo que puede comprometer la precisión de la correlación derivada empíricamente, y queda por obtener la prueba final de la correlación mediante la secuenciación de algunos de los genomas eucarióticos más grandes, los datos actuales no parecen descartar una posible correlación.

## Reducción del genoma

Tamaño del genoma en comparación con el número de genes. Gráfico log-log del número total de proteínas anotadas en genomas enviados a GenBank en función del tamaño del genoma. Basado en datos de los informes del genoma del NCBI.

La reducción del genoma, también conocida como degradación del genoma, es el proceso por el cual el genoma de un organismo se reduce en relación con el de sus antepasados. Los genomas fluctúan en tamaño regularmente, y la reducción del tamaño del genoma es más significativa en las bacterias.
Los casos más significativos desde el punto de vista evolutivo de reducción del genoma se pueden observar en los orgánulos eucariotas que se sabe que se derivan de las bacterias: las mitocondrias y los plástidos. Estos orgánulos descienden de endosimbiontes primordiales, que eran capaces de sobrevivir dentro de la célula huésped y que la célula huésped también necesitaba para sobrevivir. Muchas mitocondrias actuales tienen menos de 20 genes en todo su genoma, mientras que una bacteria de vida libre moderna generalmente tiene al menos 1000 genes. Aparentemente, muchos genes se han transferido al núcleo del huésped, mientras que otros simplemente se han perdido y su función ha sido reemplazada por procesos del huésped.
Otras bacterias se han convertido en endosimbiontes o en patógenos intracelulares obligados y, como resultado, experimentaron una gran reducción del genoma. Este proceso parece estar dominado por la deriva genética resultante del pequeño tamaño de la población, bajas tasas de recombinación y altas tasas de mutación, en oposición a la selección de genomas más pequeños. Algunos bacterioplancton marinos de vida libre también muestran signos de reducción del genoma, que se supone que son impulsados por la selección natural.

### En especies endosimbióticas obligadas
Las especies endosimbióticas obligadas se caracterizan por una completa incapacidad para sobrevivir fuera del entorno de su huésped. Estas especies se han convertido en una amenaza considerable para la salud humana, ya que a menudo son capaces de evadir el sistema inmunológico humano y manipular el entorno del huésped para adquirir nutrientes. Una explicación común para estas habilidades de manipulación es su estructura genómica consistentemente compacta y eficiente. Estos pequeños genomas son el resultado de pérdidas masivas de ADN extraño, un hecho que se asocia exclusivamente con la pérdida de una etapa de vida libre. Se puede perder hasta el 90% del material genético cuando una especie hace la transición evolutiva de una vida libre a un estilo de vida intracelular obligado. Durante este proceso, el futuro parásito se somete a un entorno rico en metabolitos donde de alguna manera necesita esconderse dentro de la célula huésped, esos factores reducen la retención y aumentan la deriva genética que conduce a una aceleración de la pérdida de genes no esenciales. Los ejemplos comunes de especies con genomas reducidos incluyen Buchnera aphidicola, Rickettsia prowazekii y Mycobacterium leprae. Un endosimbionte obligado de chicharritas, Nasuia deltocephalinicola, tiene el genoma más pequeño conocido actualmente entre los organismos celulares con 112 kb. A pesar de la patogenicidad de la mayoría de los endosimbiontes, algunas especies intracelulares obligadas tienen efectos positivos en la aptitud de sus huéspedes.
El modelo de evolución reductiva se ha propuesto como un esfuerzo por definir las similitudes genómicas observadas en todos los endosimbiontes obligados. Este modelo ilustra cuatro características generales de genomas reducidos y especies intracelulares obligadas:
1. "Racionalización del genoma" resultante de la selección relajada de genes que son superfluos en el entorno intracelular
2. Un sesgo hacia las deleciones (en lugar de las inserciones), que afecta en gran medida a los genes que han sido alterados por la acumulación de mutaciones (pseudogenes)[19]
3. Muy poca o ninguna capacidad para adquirir nuevo ADN
4. Reducción considerable del tamaño efectivo de la población en poblaciones endosimbióticas, particularmente en especies que dependen de la transmisión vertical de material genético

Basado en este modelo, es claro que los endosimbiontes enfrentan diferentes desafíos adaptativos que las especies de vida libre y, como se desprende del análisis entre diferentes parásitos, sus inventarios de genes son extremadamente diferentes, lo que nos lleva a la conclusión de que la miniaturización del genoma sigue un patrón diferente para los diferentes simbiontes.

## Conversión de picogramos (pg) a pares de bases (bp)
{\displaystyle {\text{cantidad de pares de bases}}={\text{masa en pg}}\times 9.78\times 10^{8}}
o simplemente:
{\displaystyle 1{\text{pg}}=978{\text{ Mbp}}}

## La regla de Drake
En 1991, John W. Drake propuso una regla general: que la tasa de mutación dentro de un genoma y su tamaño están inversamente correlacionados. Se ha descubierto que esta regla es aproximadamente correcta para genomas simples como los de los virus de ADN y los organismos unicelulares. Su base es desconocida.
Se ha propuesto que el pequeño tamaño de los virus de ARN está vinculado a una relación de tres partes entre la fidelidad de la replicación, el tamaño del genoma y la complejidad genética. La mayoría de los virus de ARN carecen de una función de corrección de pruebas de ARN, lo que limita su fidelidad de replicación y, por lo tanto, el tamaño de su genoma. Esto también se ha descrito como la "paradoja de Eigen". Una excepción a la regla de los tamaños de genoma pequeños en los virus de ARN se encuentra en los nidovirus. Estos virus parecen haber adquirido una exoribonucleasade 3′ a 5′ (ExoN) que ha permitido un aumento en el tamaño del genoma.

## Miniaturización del genoma y tamaño óptimo
En 1972, Michael David Bennett planteó la hipótesis de que había una correlación entre el contenido de ADN y el volumen nuclear, mientras que Commoner y van't Hof y Sparrow antes que él, postularon que incluso el tamaño celular y la duración del ciclo celular estaban controlados por la cantidad de ADN. Teorías más recientes nos han llevado a discutir sobre la posibilidad de la presencia de un mecanismo que restrinja físicamente el desarrollo del genoma a un tamaño óptimo.
Esas explicaciones han sido cuestionadas por el artículo de Cavalier-Smith donde el autor señala que la forma de entender la relación entre el tamaño del genoma y el volumen celular estaba relacionada con la teoría del esqueleto. El núcleo de esta teoría está relacionado con el volumen celular, determinado por un equilibrio de adaptación entre ventajas y desventajas de un mayor tamaño celular, la optimización de la relación núcleo:citoplasma (relación carioplasmática) y el concepto de que los genomas más grandes proporciona son más propensos a la acumulación de transposones duplicados como consecuencia de un mayor contenido de ADN esquelético no codificante. Como reacción consecuente de una reducción celular, el núcleo será más propenso a una selección a favor de la deleción en comparación con la duplicación.
Dado que el fósforo y la energía son escasos, una reducción en el ADN debe ser siempre el foco de la evolución, a menos que se adquiera un beneficio. La eliminación aleatoria será entonces principalmente perjudicial y no seleccionada debido a la reducción de la aptitud adquirida, pero ocasionalmente la eliminación también será ventajosa. Este equilibrio entre la economía y la acumulación de ADN no codificante es la clave para el mantenimiento de la relación carioplasmática.

## Mecanismos de miniaturización del genoma
La pregunta básica detrás del proceso de miniaturización del genoma es si ocurre a través de grandes pasos o debido a una erosión constante del contenido genético. Para evaluar la evolución de este proceso es necesario comparar un genoma ancestral con aquel en el que se supone que se ha producido el encogimiento. Gracias a la similitud entre el contenido de genes de Buchnera aphidicola y la bacteria entérica Escherichia coli, el 89% de identidad para el 16S rDNA y el 62% para los genes ortólogos fue posible arrojar luz sobre el mecanismo de miniaturización del genoma. El genoma del endosimbionte B. aphidicola se caracteriza por un tamaño del genoma que es siete veces más pequeño que el de E. coli (643 kb en comparación con 4,6 Mb) y puede verse como un subconjunto del inventario de genes de bacterias entéricas. De la confrontación de los dos genomas surgió que algunos genes persisten como parcialmente degradados. indicando que la función se perdió durante el proceso y que los consiguientes eventos de erosión acortaron la longitud como se documenta en Rickettsia. Esta hipótesis se confirma con el análisis de los pseudogenes de Buchnera donde el número de deleciones fue más de diez veces mayor en comparación con la inserción.
En la Rickettsia prowazekii, al igual que con otras bacterias de genoma pequeño, este endosimbionte mutualista ha experimentado una gran reducción de la actividad funcional, con una excepción importante en comparación con otros parásitos que aún conservan la capacidad biosintética de producción de aminoácidos que necesita su huésped. Los efectos comunes del encogimiento del genoma entre este endosimbionte y los otros parásitos son la reducción de la capacidad de producir fosfolípidos, reparación y recombinación y una conversión general de la composición del gen a un contenido más rico de AT debido a mutaciones y sustituciones. La evidencia de la deleción de la función de reparación y recombinación es la pérdida del gen rec A, gen implicado en la vía de la recombinasa. Este evento ocurrió durante la eliminación de una región más grande que contenía diez genes para un total de casi 10 kb. Lo mismo ocurrió con uvr A, uvr B y uvr C, genes que codifican enzimas de escisión involucradas en la reparación del ADN dañado debido a la exposición a los rayos UV.
Uno de los mecanismos más plausibles para la explicación de la reducción del genoma es el reordenamiento cromosómico porque la inserción/eliminación de una porción más grande de la secuencia se ve más fácilmente durante la recombinación homóloga en comparación con la ilegítima, por lo tanto, la propagación de los elementos transponibles será positiva. afectar la tasa de eliminación. La pérdida de esos genes en las primeras etapas de la miniaturización no sólo cumple esta función sino que debe desempeñar un papel en la evolución de las consiguientes deleciones. Evidencias del hecho de que ocurrió un evento de eliminación más grande antes de que emergiera una eliminación más pequeña de la comparación del genoma de Bucknera y un ancestro reconstruido, donde el gen que se ha perdido de hecho no está disperso al azar en el gen del ancestro sino agregado y la relación negativa entre el número de genes perdidos y la longitud de los espaciadores. El evento de pequeños indeles locales juega un papel marginal en la reducción del genoma especialmente en las primeras etapas, donde una gran cantidad de genes se vuelven superfluos.
En cambio, los eventos únicos ocurrieron debido a la falta de presión de selección para la retención de genes, especialmente si formaban parte de una vía que perdió su función durante una eliminación anterior. Un ejemplo de esto es la deleción de rec F, gen requerido para la función de rec A, y sus genes colindantes. Una de las consecuencias de la eliminación de tal cantidad de secuencias afectó incluso a la regulación de los genes restantes. De hecho, la pérdida de una gran parte de los genomas podría conducir a una pérdida de secuencias promotoras. De hecho, esto podría impulsar la selección para la evolución de regiones policistrónicas con un efecto positivo tanto para la reducción del tamaño como para la eficiencia de la transcripción.

## Evidencia de miniaturización del genoma
Un ejemplo de la miniaturización del genoma ocurrió en los microsporidios, un parásito intracelular anaeróbico de artrópodos que evolucionó a partir de hongos aeróbicos.
Durante este proceso, los mitosomas se formaron como consecuencia de la reducción de las mitocondrias a una reliquia desprovista de genomas y actividad metabólica, excepto por la producción de centros de azufre de hierro y la capacidad de ingresar a las células huésped. A excepción de los ribosomas, también miniaturizados, muchos otros orgánulos casi se han perdido durante el proceso de formación del genoma más pequeño encontrado en los eucariotas. A partir de su posible ancestro, un hongo zigomicotino, los microsporidios achicaron su genoma eliminando casi 1000 genes y redujeron incluso el tamaño de proteínas y genes codificadores de proteínas. Este proceso extremo fue posible gracias a la ventajosa selección por un menor tamaño celular impuesta por el parasitismo.
Otro ejemplo de miniaturización está representado por la presencia de nucleomorfos, núcleos esclavizados, dentro de la célula de dos algas diferentes, criptofitas y clorarachneas.
Los nucleomorfos se caracterizan por tener uno de los genomas más pequeños conocidos (551 y 380 kb) y, como se ha observado en los microsporidios, algunos genomas tienen una longitud notablemente reducida en comparación con otros eucariotas debido a una falta virtual de ADN no codificante. El factor más interesante está representado por la coexistencia de esos pequeños núcleos dentro de una célula que contiene otro núcleo que nunca experimentó tal reducción del genoma. Además, incluso si las células huésped tienen diferentes volúmenes de especie a especie y la consiguiente variabilidad en el tamaño del genoma, el nucleomorfo permanece invariable, lo que denota un doble efecto de selección dentro de la misma célula.

### Otras lecturas
- Evolución de las clamidias